# نئوزا سیلوا
 نئوزا سیلوا (انگلیسی: Neuza Silva؛ زادهٔ ۴ مهٔ ۱۹۸۳) یک تنیس‌باز اهل پرتغال است. 